# Docosia fumosa
Docosia fumosa är en tvåvingeart som beskrevs av Edwards 1925. Docosia fumosa ingår i släktet Docosia och familjen svampmyggor. Arten är reproducerande i Sverige. Inga underarter finns listade i Catalogue of Life.